# Lumea occidentală

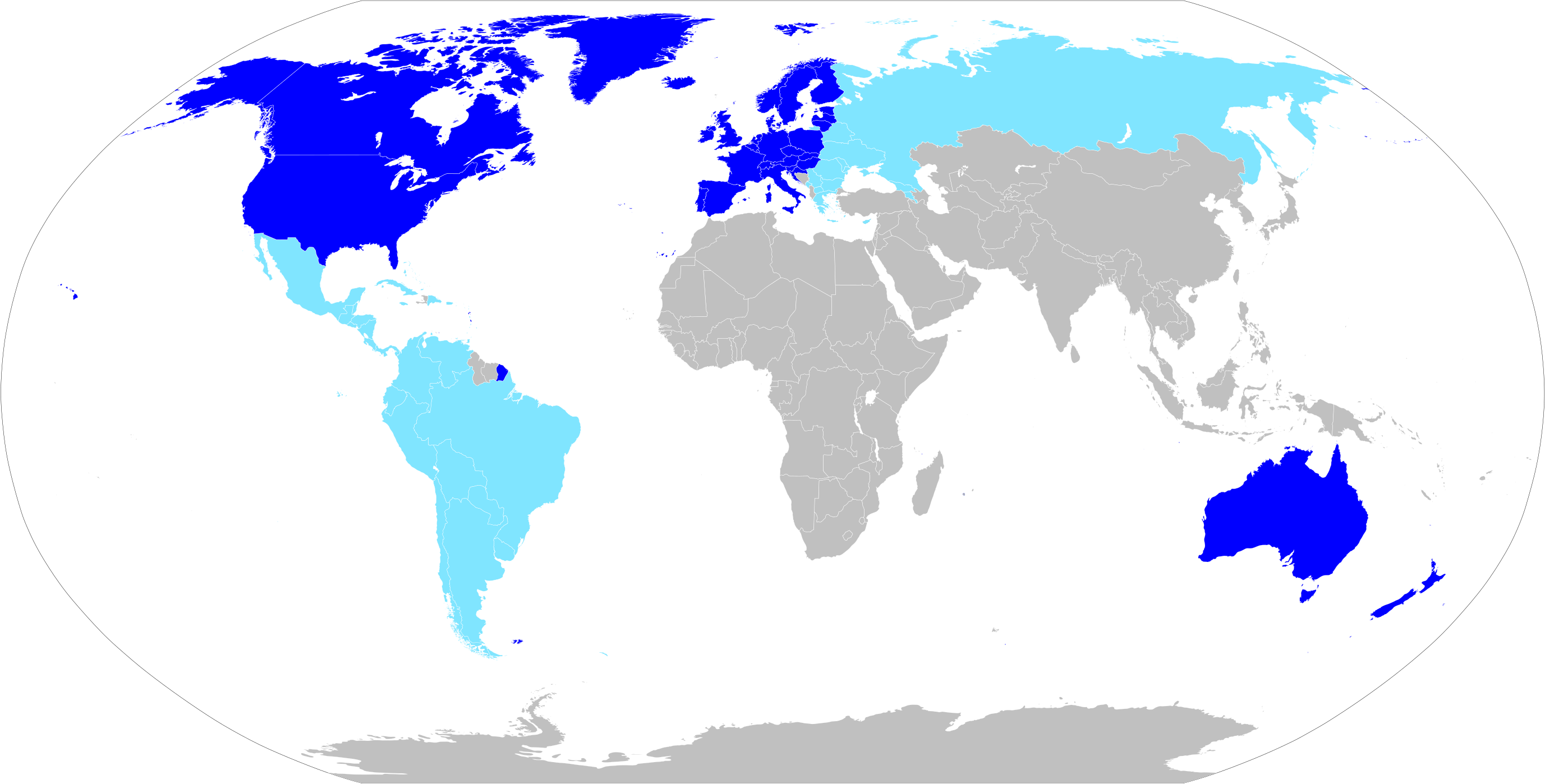
Țările occidentale de pe glob, potrivit cărții lui Samuel P. Huntington, Ciocnirea civilizațiilor (1996)

Lumea occidentală (lumea vestică, lumea apuseană), prin metonimie Vestul, Occidentul, Apusul, definea în Evul Mediu teritoriul respectiv autoritățile politice localizate geografic în Europa de Vest. După perioada marilor descoperiri geografice lumea occidentală s-a extins în coloniile și țările care au păstrat cultura occidentală, Canada, Australia și Noua Zeelandă. 

Harta politică a Europei Occidentale

În diferite timpuri și diferite contexte, definiția termenului Vest (sau Occident) variază de la caz la caz. Este greu de definit ceea ce este tipic pentru societatea sau cultura vestică, datorită lipsei unei definiții clare, cât și fracturii existente între creștinismul apusean și creștinismul răsăritean.

## Diviziuni istorice

### Lumea elenistică
Grecia Antică împărțea lumea între lumea elenă și barbari (cuvântul barbar provine de la sunetul "bar-bar" scos de câini, și era folosit pentru persoanele care nu erau vorbitori de limbă greacă), în lumea vorbitorilor de limba greacă din jurul Mediteranei și lumea culturilor negrecești înconjurătoare. Herodot considera războaiele persane de la sfârșitul secolul al V-lea î.Hr un conflict dintre Europa și Asia. Termenii „vest” și „est” nu erau folosiți de niciun autor antic grec pentru a descrie conflictul cu perșii. Aplicarea termenului „vestic” era făcută tuturor culturilor negrecești și nevorbitoare de limbă greacă. 

### Lumea romană

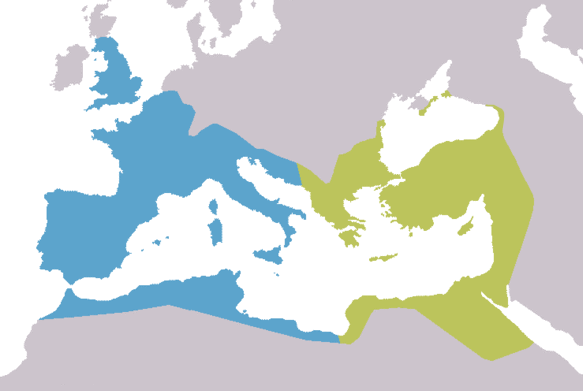
Cele două jumătăți ale Imperiului Roman: Imperiul de Apus (albastru) și cel de Răsărit (verde)

Deși Bazinul Mediteranean era stăpânit în întregime de romani, exista o distincție dintre zona puternic urbanizată din regiunile estice, unde greaca era lingua franca, pe de-o parte, și regiunile vestice, predominant rurale, vorbitoare de latină, pe de altă parte. În anul 292, împăratul roman Dioclețian a împărțit Imperiul Roman în două regiuni, fiecare dintre ele administrate de un Augustus și de un Cezar (tetrarhie). Din secolul al V-lea, stăpânirea romană s-a prăbușit în apus, dar a continuat să existe în răsărit, în timp ce noua capitală romană (a doua Romă) a fost inaugurată în anul 330 la Constantinopol de împăratul Constantin cel Mare. În timpul domniei acestui împărat, creștinismul a devenit religie de stat a imperiului. 

### Creștinismul
În vremea lui Carol cel Mare, francii au pus bazele unui imperiu, care a fost recunoscut ulterior (962) ca Sfântul Imperiu Roman de Patriarhul Romei, aducând-se astfel o ofensă gravă împăratului roman din Constantinopol. Biserica creștină de rit latin a Europei Occidentale și Centrale condusă de Patriarhul Romei s-a despărțit de Patriarhatele răsăritene vorbitoare de limbă greacă, în timpul Marii Schisme. Influența fiecăreia dintre cele două biserici s-a extins în continuare: Scandinavia, Germania, Britania și alte ținuturi nordice necreștine au fost creștinate de biserica creștină apuseană, în timp ce Rusia și cea mai mare parte a Europei Răsăritene au fost creștinate de Biserica Creștină Răsăriteană.

### Războiul Rece
În timpul Războiului Rece a apărut o nouă definiție a "vestului". Astfel, Pământul era împărțit în trei „lumi”: 
- Lumea întâi era compusă din țările membre NATO și alte state aliate cu Statele Unite.
- Lumea a doua era formată din blocul răsăritean, aflat în sfera de influență a Uniunii Sovietice, adică țările membre ale Pactului de la Varșovia.
- Lumea a treia era formată din țările Mișcării de nealiniere, având ca membri marcanți India, Republica Socialistă Federală Iugoslavia și, pentru o anumită perioadă, Republica Populară Chineză, deși, uneori s-a încercat încadrarea unora dintre aceste țări în grupul lumii a doua, datorită orientării comuniste a politicii lor sau datorită importanței geopolitice.

Estul și Vestul în 1980

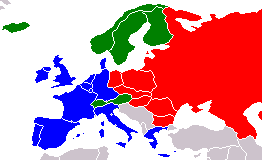
Blocurile comerciale la sfârșitul deceniului al nouălea al secolului trecut. UEE este colorată în albastru, AELS în verde, iar CAER în roșu

A existat un număr de țări care nu puteau fi încadrate cu ușurință în astfel de definiții și împărțiri – printre ele aflându-se Elveția, Suedia și Republica Irlanda – care aleseseră să fie neutre. Finlanda se afla în sfera de influență sovietică, dar a rămas și ea neutră, fără a fi membră a Pactului de la Varșovia sau a CAER-ului. În 1955, Austria a redevenit o țară independentă pe deplin, a trebuit să respecte condiția neutralității, dar a devenit o țară aflată în sfera de influență americană, la vest de Cortina de Fier. Turcia era membra a NATO, dar era greu de încadrat în lumea întâi sau în occident. Spania nu a aderat la NATO până în 1982, spre sfârșitul Războiului Rece și doar după moartea dictatorului Francisco Franco. Lumea occidentală a devenit un sinonim pentru lumea întâi, incluzând excepțiile menționate mai înainte în acest paragraf, dar excluzând Turcia.

## Alte definiții
Dat fiind faptul că „lumea occidentală” nu are o definire internațional acceptată, guvernele nu folosesc termenul în tratatele internaționale și se bazează pe alte definiții. Dacă termenul este folosit în lucrări academice, există tendința să fie utilizate numai pentru a descrie zonele și timpurile în care a existat Imperiul Roman de Apus. 
Termenul „lumea occidentală” este folosit de multe ori la schimb cu cel de lumea întâi, punând accent pe diferențele dintre aceasta și lumea a treia sau alte țări în curs de dezvoltare. Termenul „nord” este înlocuit în anumite contexte cu „vestul”, ca o demarcare mai clară decât „vest” și „est”. Nordul asigură anumite indicații geografice clare pentru localizarea țărilor bogate, cele mai multe dintre ele fiind localizate fizic în emisfera nordică, deși, cum în general în această emisferă sunt situate multe țări, se poate considera această categorisire ca inoperantă de multe ori. Cele 30 de state membre ale OCDE include țarile membre ale UE, Norvegia, Islanda, Elveția, Canada, SUA, Australia, Noua Zeelandă, Coreea de Sud și Japonia – considerate ca făcând parte din „prima lume” sau „lumea dezvoltată” – dar și țări precum Mexicul sau Turcia – care nu sunt țări industriale puternic dezvoltate. Existența „nordului” implică și existența unui „sud”, dar și a unei diviziuni socio-economice nord-sud. Deși țări precum Israel, Singapore, Taiwan și Hong Kong nu sunt membre ale OCDE, ele pot fi considerate, prin prisma definițiilor de până acum, ca aparținând „vestului” sau „nordului”, deoarece au standarde ridicate de trai, iar structurile economică, socială și politică sunt similare cu cele ale țărilor OCDE. 
„Vestul” poate fi folosit trimitere culturală la „societatea occidentală”. În acest context, atât America Latină, dar și Filipine, pot fi considerate parte a vestului din punct de vedere cultural. (Vedeți și:  Civilizația occidentală. Arhivat în 29 aprilie 2011, la Wayback Machine.  Arhivat în 17 aprilie 2009, la Wayback Machine.)
„Vestul” poate fi folosit și în sens peiorativ de cei care au poziții critice față occident și istoria sa colonialistă și imperialistă. 
Definițiile etnocentrice ale vestului sunt construite pe baza uneia dintre culturile occidentale. Scriitorul britanic Rudyard Kipling a scris despre contrastul culturilor: Estul este est și vestul este vest, iar cele două nu se vor întâlni niciodată, considerând că un occidental nu va putea niciodată înțelege culturile asiatice, atâta vreme cât acestea din urmă diferă foarte mult de cele ale vestului. 
În Orientul Apropiat sau Orientul Mijlociu – amândouă aflate la vest de Europa – distincția dintre Europa Occidentală și Europa Răsăriteană are mai puțină importanță. Tări care sunt în mod tradițional parte a Europei Răsăritene, așa cum este Rusia pot fi considerate ca vestice în Orientul Mijlociu, atât din punct de vedere european cât și din punct al religios. 
Din punct de vedere cultural, locuitorii unor țări ale Americii Latine, în special din Argentina, Uruguay și Chile și într-o măsură mai redusă Brazilia, se consideră occidentali, în special în cazul claselor conducătoare, deși unii dintre vest-europeni sau americani nu ar fi de acord cu includerea acestor latino-americani printre vestici. Acest fapt se datorează atitudinilor rasiste, ținând seama că în America Latină europenii s-au amestecat din punct de vedere rasial cu populațiile băștinașe.

## Modul occidental de viață și de gândire
Țările vestice au în comun un standard de viață ridicat, prin comparație cu restul lumii. Viață politică este caracterizată prin parlamentarism, democrație și respectarea drepturilor omului. În plus, nivelurile culturale similare pot caracteriza societățile occidentale. Din punct de vedere diplomatic și militar, societățile occidentale au fost într-un fel sau altul aliate între ele de la sfârșitul celui de-al doilea război mondial. 
Termenul gândire occidentală este destul de ambiguu, de timp ce poate defini două seturi separate de valori (deși înrudite): tradiția morală și religioasă creștină (eventual catolică-apuseană) pe de-o parte și tradiția seculară, tradițional anticlericală, pe de altă parte.
Ideile de căpătâi ale Occidentului pot fi considerate: creștinismul, laicitatea, raționalismul, statul de drept, respectarea drepturilor omului, dezvoltarea științelor și tehnologiei. Iluminismul a avut o influență covârșitoare asupra modului occidental de gândire în ultimele două secole. 

### Dezbaterea asupra originilor grecești ale culturii medievale
Rădăcinile culturale ale societății occidentale pot fi găsite în filozofia greacă și în religia creștină, urmând o evoluție care a început în Grecia Antică, a continuat prin Imperiul Roman și care, după apariția creștinismului în Orientul Mijlociu, prin mijlocirea Imperiului Bizantin, s-a răspândit în întreaga Europă. 
Cucerirea a vestului Imperiului Roman de popoarele germanice și instaurarea despotismului în forma dominației Papalității, (care combina autoritatea politică și spirituală, stare de fapt care nu a caracterizat civilizația greacă în niciunul dintre stadiile sale de existență), a dus la o ruptură între lumile apuseană și răsăritean-grecească. Marea Schismă și cruciada a patra a adâncit această ruptură. De atunci, vestul medieval este limitat la creștinismul occidental, grecii și alte popoare est-europene neaflate sub autoritatea papilor nefiind incluse în occidentul medieval. Forma creștinismului bizantin, ortodoxia, este mai legată de răsăritul Europei decât de vest. Pe de altă parte, vestul modern, apărut după Renaștere ca o nouă civilizație, a fost influențat de modul de gândire grecesc, care fusese păstrat și dezvoltat în Imperiul Bizantin de-a lungul Evului Mediu Timpuriu, (Epoca întunecată), și a fost transmis prin intermediul învățaților bizantini emigrați în vest. 
De aceea, ideea conform căreia societatea vestică a fost influențată de Grecia Antică este adevărată numai pentru perioada postrenascentistă a istoriei occidentale.

### Creștinismul
În secolul al XX-lea influența creștinismului a scăzut în țările occidentale, atât în Europa cât și în alte zone. Laicitatea a devenit tot mai importantă. Deși participarea la slujbele religioase din biserici a scăzut, cei mai mulți vestici se consideră în continuare creștini și mai asistă la ritualurile religioase cu ocazia sărbătorilor sau ocaziilor importante. În Statele Unite, în sud-estul uniunii, dar și în alte regiuni, religia a rămas la fel de importantă ca mai inainte. 
În timpul epocii marilor descoperiri europene modul de gândire occidental a fost implantat în America și Australia. 

#### Schisma religioasă
La începutul secolului al IV-lea împăratul Constantin cel Mare a fondat orașul Constantinopol și l-a transformat in capitala Imperiului Roman de Răsărit. Acest imperiu cuprindea teritorii la est de Marea Adriatică și de-a lungul țărmului estic al Mării Mediterane și unele zone ale țărmului Mării Negre. Împărțirea imperiului în cele două jumătăți a fost reflectată și în administrarea religioasă, Roma și Constantinopolul luptându-se pentru rolul conducător al Bisericii. 
Există istorici care consideră că granița cultural-religioasă dintre est și vest a existat și de-a lungul războiului rece, fiind aproximativ aceea a frontierelor țărilor aliate cu URSS. Criticii unei asemenea poziții afirmă că trebuie evitată confuzia dintre Imperiu Roman de Răsărit și Rusia, mai ales că țara care avea cele mai temeinice legături istorice și culturale cu Imperiul Bizantin, Grecia, a fost aliata vestului de-a lungul războiului rece.

## Vestul – sensul termenului în zilele noastre
În zilele noastre, termenul „vestic/occidental/apusean” se referă la un grup de națiuni aliate cu Statele Unite și cu statele din Europa Occidentală. Aceste state au economii relativ puternice și guverne stabile, au sisteme politice democratice, sunt în favoarea capitalismului și comerțului internațional liber și sunt aliate într-un fel sau altul din punct de vedere militar cu Statele Unite sau altă supraputere occidentală. 
Această definiție a „vesticilor” nu este în mod obligatoriu legată de sensul geografic al cuvântului. Țări care sunt în mod clar din punct de vedere geografic apusene, așa cum sunt Cuba și Venezuela, nu sunt în mod normal considerate „vestice” datorită opoziției politice manifestate față de liderii politici puternici din vest. Dimpotrivă, anumite națiuni aflate în estul geografic, așa cum sunt Japonia sau Coreea de Sud, sunt considerate „vestice” datorită legăturii cu puterile occidentale, cât și datorită poziției lor pe scena mondială. Alte țări aflate în estul geografic, cu toate acestea, sunt considerate occidentali sunt Australia și Noua Zeelandă datorită legăturilor socio-culturale puternice cu Regatul Unit, ca urmare a colonizării britanice.
Deși războiul rece s-a încheiat și țările fostului bloc sovietic se îndreaptă către capitalism și către alte valori comune cu Statele Unite și Europa Occidentală, cele mai multe foste republici sovietice nu sunt considerate „vestice” datorită prezenței reduse a capitalului internațional în economiile lor. Din acest ultim punct de vedere, Rusia este o excepție, și este uneori considerată o națiunie „vestică”, dar acest statut este controversat, existând critici conform cărora Rusia nu a renunțat în întregime la ideologia războiului rece, iar alianța cu SUA este mai mult formală.